# Alma de Cozinheira
Alma de Cozinheira é um talk show brasileiro, produzido pela Floresta e pelo GNT, apresentado pela chef Paola Carosella, com direção de Mariana Koehler. Estreou em 3 de maio de 2023 no Globoplay e no canal pago GNT.

## Formato
O programa apresenta Paola Carosella recebendo, a cada episódio, dois convidados especiais para um bate-papo descontraído e inspirador. Juntos, eles discutem temas variados, sempre ligados ao universo da culinária, e ainda preparam um jantar exclusivo com um cardápio especialmente elaborado pela chef. Com um tom intimista, Alma de Cozinheira celebra as conexões humanas e a arte de cozinhar, criando um ambiente acolhedor para troca de experiências e histórias de vida.

## Episódios
| Temporada | Temporada | Episódios | Exibição               | Exibição              |
| Temporada | Temporada | Episódios | Estreia de temporada   | Final de temporada    |
| --------- | --------- | --------- | ---------------------- | --------------------- |
|           | 1         | 10        | 3 de maio de 2023      | 5 de julho de 2023    |
|           | 2         | 10        | 20 de setembro de 2023 | 18 de outubro de 2023 |
|           | 3         | 10        | 4 de setembro de 2024  | 16 de outubro de 2024 |

## 1º Temporada (2023)
A temporada contou com o total de 10 episódios e 20 convidados, sendo exibida de 3 de maio a 5 de julho.

| Episódio | Entrevistados                         |
| -------- | ------------------------------------- |
| 1        | Juliette e Fátima Bernardes           |
| 2        | Teresa Cristina e Isabel Teixeira     |
| 3        | Padre Júlio Lancellotti e Sônia Bridi |
| 4        | Lilia Cabral e Heloísa Perissé        |
| 5        | Monica Iozzi e João Vicente de Castro |
| 6        | Vitor Kley e Paulo Miklos             |
| 7        | Pequena Lo e Pedro Bial               |
| 8        | Duda Beat e Fabíula Nascimento        |
| 9        | Bruna Linzmeyer e Jonathan Azevedo    |
| 10       | Déborah Secco e Camilla de Lucas      |

## 2º Temporada (2023)
Devido ao sucesso do talk show, o programa ganhou uma segunda temporada no mesmo ano e contou novamente com o total de 10 episódios e 20 convidados, sendo exibida de 20 de setembro a 18 de outubro.

| Episódio | Entrevistados                        |
| -------- | ------------------------------------ |
| 11       | Fabio Porchat e Sandra Annenberg     |
| 12       | Thalita Carauta e Luis Miranda       |
| 13       | Liniker e Monica Martelli            |
| 14       | Zico e Lucio Mauro Filho             |
| 15       | Manoel Soares e Matheus Solano       |
| 16       | Fernanda Paes Leme e Silvero Pereira |
| 17       | Pabllo Vittar e Welder Rodrigues     |
| 18       | Fernanda Gentil e Andréia Sadi       |
| 19       | Marcelo Mello Jr. e Péricles         |
| 20       | Dani Calabresa e Linn da Quebrada    |

## 3º Temporada (2024)
A temporada contou com o total de 10 episódios e 20 convidados, sendo exibida de 4 de setembro a 16 de outubro.

| Episódio | Entrevistados                   |
| -------- | ------------------------------- |
| 21       | Gil do Vigor e Enrique Díaz     |
| 22       | Letícia Colin e Miá Mello       |
| 23       | Dira Paes e Maria Beltrão       |
| 24       | Flávia Reis e Emílio Dantas     |
| 25       | Kenya Sade e Majur              |
| 26       | Seu Jorge e Júlio Andrade       |
| 27       | Fernanda Lima e Dan Ferreira    |
| 28       | Cláudia Raia e Rodrigo Lombardi |
| 29       | Marina Sena e Samuel de Assis   |
| 30       | Sabrina Sato e João Guilherme   |

## Alma de Cozinheira - Ceias de Fim de Ano
Em 20 de novembro de 2024, o programa ganhou uma temporada especial, com ceias para celebrar o fim do ano. Desta vez, em um formato diferente, mais intimista e sem convidados, Paola prepara um cardápio completo para cinco ceias diferentes, com entrada, prato principal e sobremesa. No final, a equipe por trás do programa pode provar as receitas.

| Episódio | Título               |
| -------- | -------------------- |
| 1        | Ceia Memória Afetiva |
| 2        | Ceia Econômica       |
| 3        | Ceia Para Amigos     |
| 4        | Família Grande       |
| 5        | Fim De Ano           |